# Micropsammis secunda
Micropsammis secunda är en kräftdjursart som beskrevs av Mielke 1975. Micropsammis secunda ingår i släktet Micropsammis och familjen Pseudotachidiidae. Inga underarter finns listade i Catalogue of Life.